# Guayabal (Repubblica Dominicana)
Guayabal è un comune della Repubblica Dominicana di 4.852 abitanti, situato nella Provincia di Azua.